# Anisotes
- Commons
- Wikispecies

Anisotes Nees, segundo o Sistema APG II, é um gênero botânico da família Acanthaceae.
É originário da África e Madagascar.

## Sinonímia
- Himantochilus T.Anderson ex Benth.
- Macrorungia C.B.Clarke
- Symplectochilus Lindau

## Espécies
- Anisotes bracteatus Milne-Redh.
- Anisotes divaricatus T.F.Daniel, Mbola, Almeda & Phillipson
- Anisotes diversifolius Balf.f.
- Anisotes dumosus Milne-Redh.
- Anisotes formosissimus (Klotzsch) Milne-Redh.
- Anisotes galanae (Baden) Vollesen
- Anisotes guineensis Lindau
- Anisotes hygroscopicus T.F.Daniel, 2013
- Anisotes involucratus Fiori
- Anisotes longistrobus (C.B.Clarke) Vollesen
- Anisotes macrophyllus (Lindau) Heine
- Anisotes madagascariensis Benoist
- Anisotes nyassae Baden
- Anisotes parvifolius Oliv.
- Anisotes perplexus  T.F.Daniel, 2013
- Anisotes rogersii S.Moore – southern Africa
- Anisotes sessiliflorus (T.Anderson) C.B.Clarke
- Anisotes spectabilis (Mildbr.) Vollesen
- Anisotes subcoriaceus T.F.Daniel, 2013
- Anisotes tangensis Baden
- Anisotes trisulcus (Forssk.) Nees
- Anisotes ukambensis Lindau
- Anisotes umbrosus Milne-Redh.
- Anisotes venosus T.F.Daniel, 2013
- Anisotes zenkeri (Lindau) C.B.Clarke

- «Lista completa»

## Classificação do gênero
| Sistema | Classificação                       | Referência            |
| ------- | ----------------------------------- | --------------------- |
| APG II  | Ordem Lamiales, família Acanthaceae | APweb, versão 9, 2008 |